# Alles für meinen Vater
Alles für meinen Vater ist ein deutsch-israelisches Filmdrama von Dror Zahavi aus dem Jahr 2008.

## Handlung
Tarek, ein Araber aus dem palästinensischen Tulkarm, war ein vielversprechendes Fußballtalent, das für einen Verein aus dem israelischen Nazareth spielte. Sein Vater unterstützte seine Karriere bedingungslos. Als aufgrund drohender Terroranschläge die Kontrollen verschärft und die Fahrten nach Nazaret zum Training immer riskanter wurden, besorgte er Passierscheine von den Israelis, die dafür jedoch Informationen forderten. Dadurch geriet er in Misskredit bei der einheimischen militanten palästinensischen Gruppierung Tansim.
Um die Ehre seines Vaters zu retten, entschließt sich der desillusionierte Tarek, für die Tansim als Selbstmordattentäter in Tel Aviv zu fungieren. Er wird mit einer Sprengstoffweste mit einer Splitterbombe und einem Fernzündemechanismus für den Notfall ausgerüstet. Die Weste kann er nicht mehr ablegen, ohne sie zur Explosion zu bringen. Als Tarek auf dem Marktplatz in Tel Aviv die Bombe zünden will, ist jedoch der Schalter des Zündmechanismus defekt.
In einer Seitenstraße entdeckt er den Elektroladen des Juden Katz, bei dem er einen neuen Schalter bestellt, da dieser nicht vorrätig ist. Da Freitag und am nächsten Tag Sabbat ist, muss er bis Sonntagmorgen um acht Uhr warten. Von seinen Auftraggebern bekommt er bis dahin Zeit, ansonsten wird die Bombe ferngezündet. Er lernt die hübsche Kioskbesitzerin Keren kennen, die eine rebellische Jüdin ist und daher Probleme mit jüdischen Extremisten hat. Tarek fühlt sich bei Katz und seiner Frau zunehmend wohl und erkennt, dass auch andere Menschen viel Leid in ihrem Leben ertragen mussten. Tarek und Keren verlieben sich ineinander, wobei Tarek sehr distanziert ist und aufgrund der Sprengstoffweste unter seiner Kleidung auf jeglichen körperlichen Kontakt verzichtet.
Nach einer romantischen Nacht mit Keren am Strand macht sich Tarek (nun mit dem reparierten Zündmechanismus) auf den Weg zum Marktplatz. Dort trifft er auf Katz, der ahnt, was Tarek vorhat, und ihn überredet, mit ihm zu gehen und sein Vorhaben nicht durchzuführen. Doch Tarek wird von Sicherheitskräften erschossen, die Weste wird von einer Kugel getroffen und explodiert. Weitere Menschen wurden jedoch nicht getötet, da Tarek am Strand die Nägel aus der Bombe entfernt hat. Kurz zuvor wacht Keren am Strand auf, entdeckt die Nägel im Sand, einen zum Ring gebogenen Nagel an ihrem Finger und hört die Schüsse. Zu Tode betrübt öffnet sie ihren Kiosk.

## Kritik
„Das auf einen märchenhaften Realismus abzielende Drama erhellt weniger die Problematik des Palästina-Konflikts oder die Psyche eines Selbstmordattentäters als dass es einen israelischen Mikrokosmos ausleuchtet. Dabei bleibt der Film, auch wegen der überforderten Hauptdarsteller, blass und leblos.“

„Ein Mann soll sein Leben opfern – und verknallt sich dabei. Der ARD-Film Alles für meinen Vater erzählt von einem Palästinenser, der auf dem Weg zu einem Selbstmordattentat die Liebe seines Lebens trifft. Eine rührend schöne Geschichte, die dem Terror ein menschliches Gesicht gibt. Die Kinovorführung vor Hamburger Jugendlichen löste Betroffenheit aus, man schwieg meistens. Einmal gab es einen Ausbruch von Fröhlichkeit: Als sich Tarek zu Keren aufs Rad setzt und beide zum Strand radeln. Da fahren zwei für einen kurzen Moment einfach dem Wahnsinn davon. Jugendliche Illusion, jugendliche Hoffnung. Nur einmal nicht alles für die Väter.“